# Carex insularis
Espèce
Classification phylogénétique
Carex insularis est une espèce de plantes du genre Carex et de la famille des Cyperaceae.